# Astrotricha biddulphiana
Astrotricha biddulphiana là một loài thực vật có hoa trong Họ Cuồng. Loài này được F.Muell. mô tả khoa học đầu tiên năm 1890.